# Грей, Сесил
Се́сил Грей (англ. Cecil Gray; 19 мая 1895, Эдинбург — 9 сентября 1951, Уэртинг) — британский музыковед, музыкальный критик и композитор.

## Биография
Изучал искусство в Эдинбургском университете. Брал частные уроки у композитора Хили Уиллана. В своей автобиографии Грей пишет что Уиллан был единственным учителем у которого он хоть чему-то научился.
С 1915 года жил и работал в Лондоне. Выступал как музыкальный критик в различных изданиях, в том числе в газете Daily Telegraph (1928—1932). В 1917 году устраивал концерт произведений тогда совершенно неизвестного композитора Бернарда ван Дирена. Тесно сотрудничал с композитором и музыкальным критиком Питером Хезелтайном, в 1926 году вместе с ним написал и опубликовал книгу «Карло Джезуальдо, музыкант и убийца» (англ. Carlo Gesualdo, Musician and Murderer), а в 1934 году выпустил книгу «Питер Уорлок» (артистический псевдоним Хезелтайна) о музыкальном творчестве своего друга и коллеги. О судьбе Джезуальдо написал также оперное либретто для композитора Уильяма Уолтона, однако опера так и осталась ненаписанной. Кроме того, Грею принадлежат три собственные оперы на свои либретто: «Дейрдре», «Искушение святого Антония» (англ. The Temptation of St Anthony, по Флоберу) и «Троянки» (англ. The Trojan Women).
Среди книг Грея — «Обзор современной музыки» (англ. A Survey of Contemporary Music; 1924), популярная «История музыки» (англ. History of Music; 1928, несколько переизданий), книга о Яне Сибелиусе (1931) и др.

## Личная жизнь
В начале 1918 года у Грея был краткосрочный роман с американской поэтессой Хильдой Дулитл, которая в следующем году, уже после их разрыва, родила от него дочь Франсес Пердиту (Сесил дочь не признал) — мать писателя Николаса Шэффнера. В своем автобиографическом романе «Вели мне жить» Дулитл изобразила Грэя как Вэйна. Персонаж Кирилл Скотт в «Флейте Аарона» Д.Г. Лоуренса, соседа Грея в Корнуолле, также списан с него.
Сесил был женат трижды. Первой его женой стала в 1927 году Наталья Мамонтова, дочь Натальи Брасовой. Их единственная дочь Полина родилась в 1929 году. Этот брак длился недолго, и Грей вновь женился в 1936 году на шотландской балерине Мари Нильсон. Другая дочь, Фабия, родилась в 1938 году. Третий брак, заключенный в 1944 году с Марджери Ливингстон Хербидж, закончился её смертью в 1948 году.
В 1947 году Грей вместе с женой переехал на остров Искья, а затем на Капри. После смерти Марджери он все сильнее болел и, вернувшись в Великобританию в 1951 году, умер от цирроза печени в доме престарелых Уэртинга. В 1989 году его дочь Полина написала его биографию.